# Rock Port
Rock Port är administrativ huvudort i Atchison County i Missouri. Countyt grundades år 1845 och Rock Port utsågs till huvudort år 1856. Den ursprungliga huvudorten hette Linden.